# Generał Iwaszkiewicz (pociąg pancerny)
Pociąg pancerny „Generał Iwaszkiewicz” – pociąg pancerny Wojska Polskiego w II Rzeczypospolitej.
Pociąg pancerny „Generał Iwaszkiewicz” został zdobyty w grudniu 1919, pod nazwą „Wilna-Ukraina”.
W pierwszej dekadzie października 1920 jego uzbrojenie artyleryjskie stanowiły 2 armaty austriackie 8 cm i 1 rosyjska 3 calowa armata.  Na uzbrojeniu posiadał też 10 rosyjskich karabinów maszynowych typu „Maxim” i 1 austriacki karabin maszynowy „Schwarzlose”.

## Żołnierze pociągu
| Obsada personalna pociągu w 1920 | Obsada personalna pociągu w 1920 |
| Stanowisko                       | Stopień, imię i nazwisko         |
| -------------------------------- | -------------------------------- |
| Dowódca pociągu                  | por. Juliusz Jeż                 |
| Dowódca pociągu                  | por. Tadeusz Frasunkiewicz       |
| Dowódca pociągu                  | por. Jan Szczerski               |
| Oficer artylerii                 | por. Włodzimierz Małek (od 1 X)  |
| Dowódca oddziału szturmowego     | ppor. Roman Różycki              |
| Oficer sanitarny                 | ppor. san. Józef Friedberg       |
| Oficer sanitarny                 | pchor. san, Antoni Giziński      |
| Oficer sanitarny                 | ppor. san. Roman Reichert        |
| Oficer załogi                    | ppor. Michał Hałabura            |